# 皇牌空战Zero 贝尔卡战争
《皇牌空战Zero 贝尔卡战争》是南梦宫于2006年在PlayStation 2平台推出的空战模拟游戏，也是皇牌空战系列的作品之一。本作由新成立的南梦宫万代游戏负责在日本以外地区的发行。游戏设定在皇牌空战系列的虚构世界观「Strangereal」中，故事发生在系列其他作品之前。游戏讲述玩家角色「Cipher」领导的佣兵飞行中队「Galm」，在贝尔卡战争中抵抗敌军入侵的故事。在皇牌空战系列的虚构世界观中，贝尔卡战争是与现实世界中的第二次世界大战类似的战争，在系列前作中仅作为背景出现，并未详细介绍。
相较于其他飞行模拟游戏，《皇牌空战Zero》延续了系列前作的街机式风格。其游戏机制融合了前作《皇牌空战04 破碎的天空》和《皇牌空战5 未被歌颂的战争》的特点，并加入了名为「王牌风格系统」的声望系统，该系统将影响玩家的游戏进程和剧情走向。
游戏发售后获得的评价褒贬不一，但整体而言偏向正面。其剧情、画面以及相较前作更为成熟的游戏机制备受好评，但也因缺乏创新和略显煽情的剧情表现而受到诟病。